# Аю-Даг (заказник)
«Аю-Даг» (укр. «Аю-Даг», крымскотат. «Ayuv Dağ», «Аюв Дагъ») — ландшафтный заказник общегосударственного значения, расположенный на месте одноимённой горы-лакколита, на территории Алуштинского горсовета (Крым), между посёлками Партенит и Гурзуф. Площадь — 527,0 га. Землепользователь — Министерство экологии и природных ресурсов Республики Крым, Государственное автономное учреждение Республики Крым «Алуштинское лесоохотничье хозяйство».

## История
Заказник основан в 1974 году Постановлением Совета Министров УССР от 28.10.74 г. № 500 «О создании заказников общегосударственного значения в Украинской ССР» на базе памятника природы, основанного в 1947 году.
Является государственным природным заказником регионального значения, согласно Распоряжению Совета министров Республики Крым от 05.02.2015 № 69-р «Об утверждении Перечня особо охраняемых природных территорий регионального значения Республики Крым».

## Описание
Заказник занимает одноимённую гору-лакколит в городском округе Алушта, между Гурзуфом и Партенитом на побережье Чёрного моря. Медведь-гора (Аю-Даг) является крупнейшим выходом на поверхность мезозойских интрузивных (сформированных в глубине земной коры) пород в Крыму, представляющим собой крупную бескорневую глыбу (кластолит) в Южнобережном меланже. На территории заказника расположено ряд археологических памятников: мемориальный комплекс Св. Иоанна Готского, руины средневекового храма святых Константина и Елены (8-16 вв.), руины средневекового монастыря в бухте Панаир (10-15 вв.), руины средневекового храма на Клисуры (8-16 вв.).
Заказник примыкает к гидрологическому памятнику природы Прибрежный аквальный комплекс возле горы Аю-Даг на прибрежной полосе акватории Чёрного моря.

## Природа
Вершина и склоны Аю-Дага покрыты шибляковым лесом со вкраплениями небольших рощ сосны крымской. Основными лесообразующими породами шибляка являются дуб пушистый и скальный, граб восточный, ясень высокий, рябина обыкновенная и берека, груша лохолистная, клён полевой, кизил обыкновенный, держидерево, шиповник обыкновенный. Встречаются реликтовые растения: земляничник мелкоплодный, можжевельник высокий и колючий, фисташка туполистная, иглица понтийская, жасмин кустарниковый, ладанник крымский и другие. Всего во флоре заповедника Аю-Даг учтено 577 видов растений, из них 44 вида занесены в Красную книгу.
В числе животных, обитающих на Аю-Даге, встречаются лисы, барсуки, каменные куницы, ежи, зайцы-русаки, белки, мелкие грызуны, летучие мыши и другие виды млекопитающих. На утёсах Медведь-горы гнездятся чайки, реже — бакланы, в лесу — горлицы, совы, дятлы, синицы, воробьи, сойки, дрозды и прочие виды птиц. Из пресмыкающихся здесь водятся ужи, полозы, ящерицы, в том числе и безногая — желтопузик. 16 видов животных, обитающих в Аю-Даге занесены в Красную книгу.

## Посещение и осмотр
Гора Аю-Даг в Российской Федерации является Особо охраняемой природной территорией. Исторические памятники на ней также под охраной государства. Для доступа и осмотра организованы пешеходные Экскурсионно-экологический маршрут "Артековская тропа" 1.8 км и Экскурсионно-экологический маршрут "Медведь гора" 5 км, реконструкция и оснащение которых было проведено в 2016 году. Их обслуживание осуществляет Государственное автономное учреждение Республики Крым «Алуштинское лесоохотничье хозяйство». Посещение маршрутов свободное. Несмотря на то, что на Аю-Даг имеется несколько подъёмов, но из-за крайней крутизны склонов (местами до 60°) и опасности камнепада для пешего туризма пригодны только северная (от седла Аю-Дага) и северо-восточная (от санатория) тропы. Они оборудованы перилами, скамейками на смотровых площадках и урнами. Следует также учесть, что на маршруте нет источников воды.

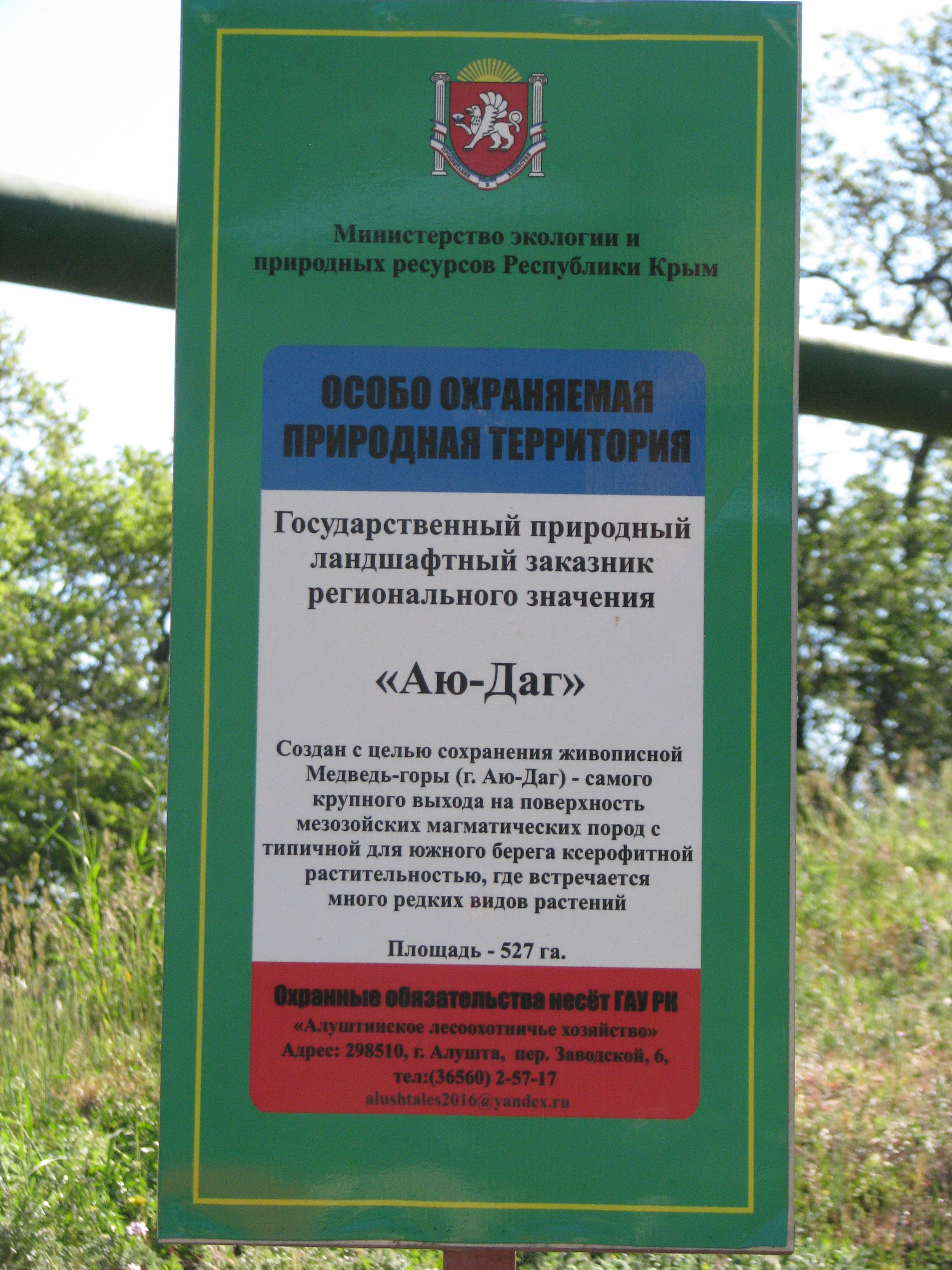
Табличка ООПТ Аю-Даг
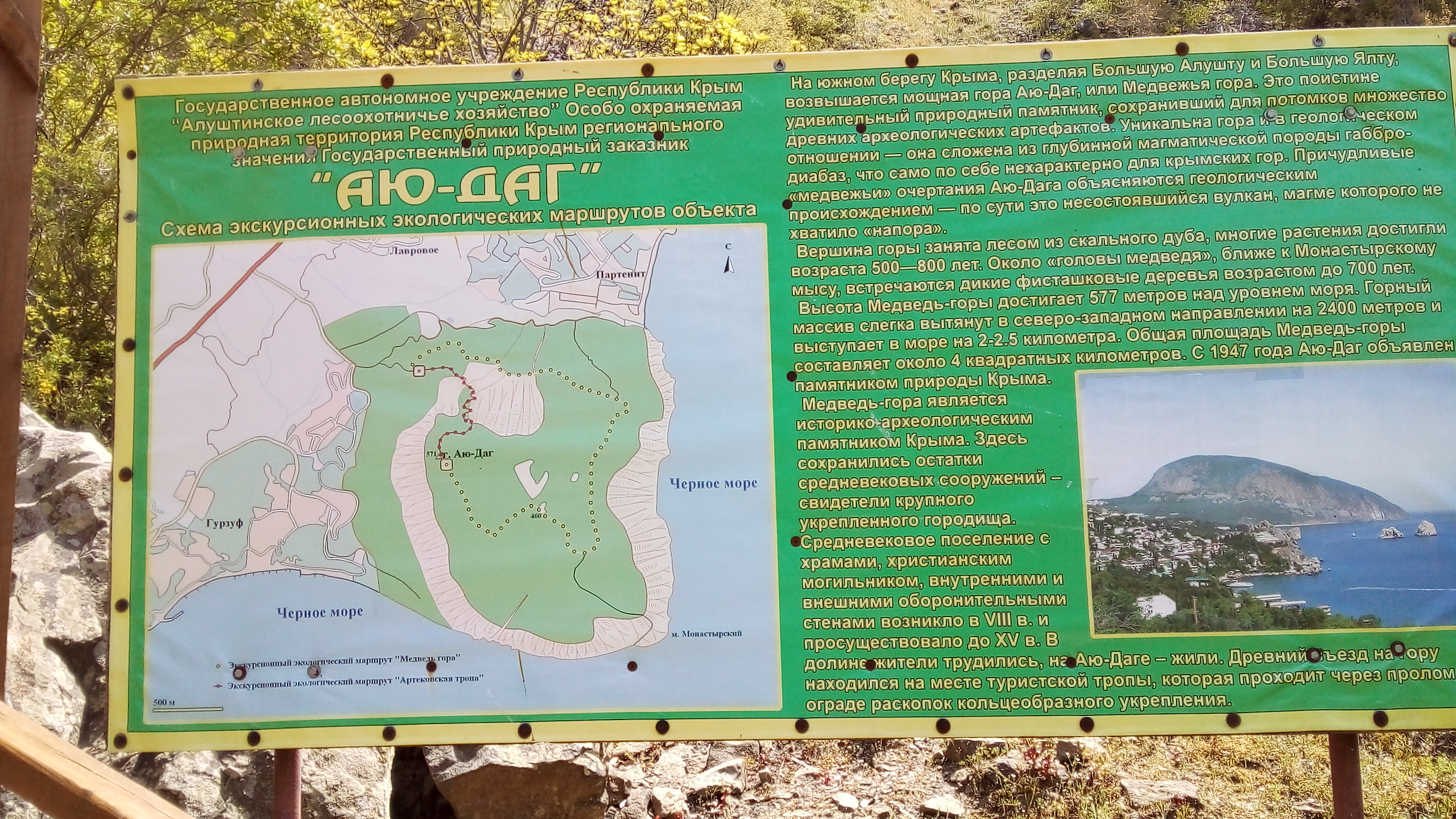
Информационный стенд
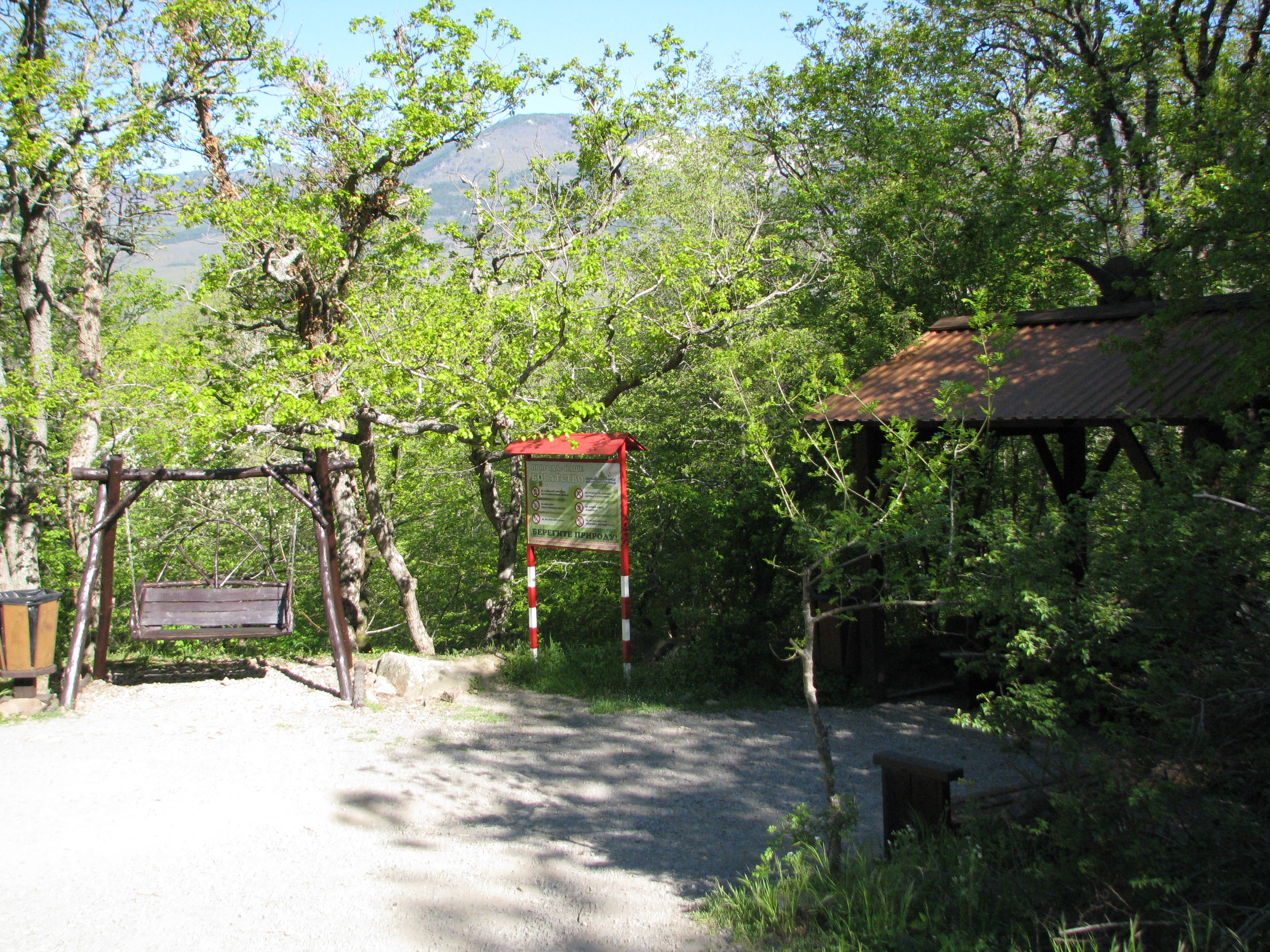
Начало экскурсионно-экологического маршрута "Артековская тропа"
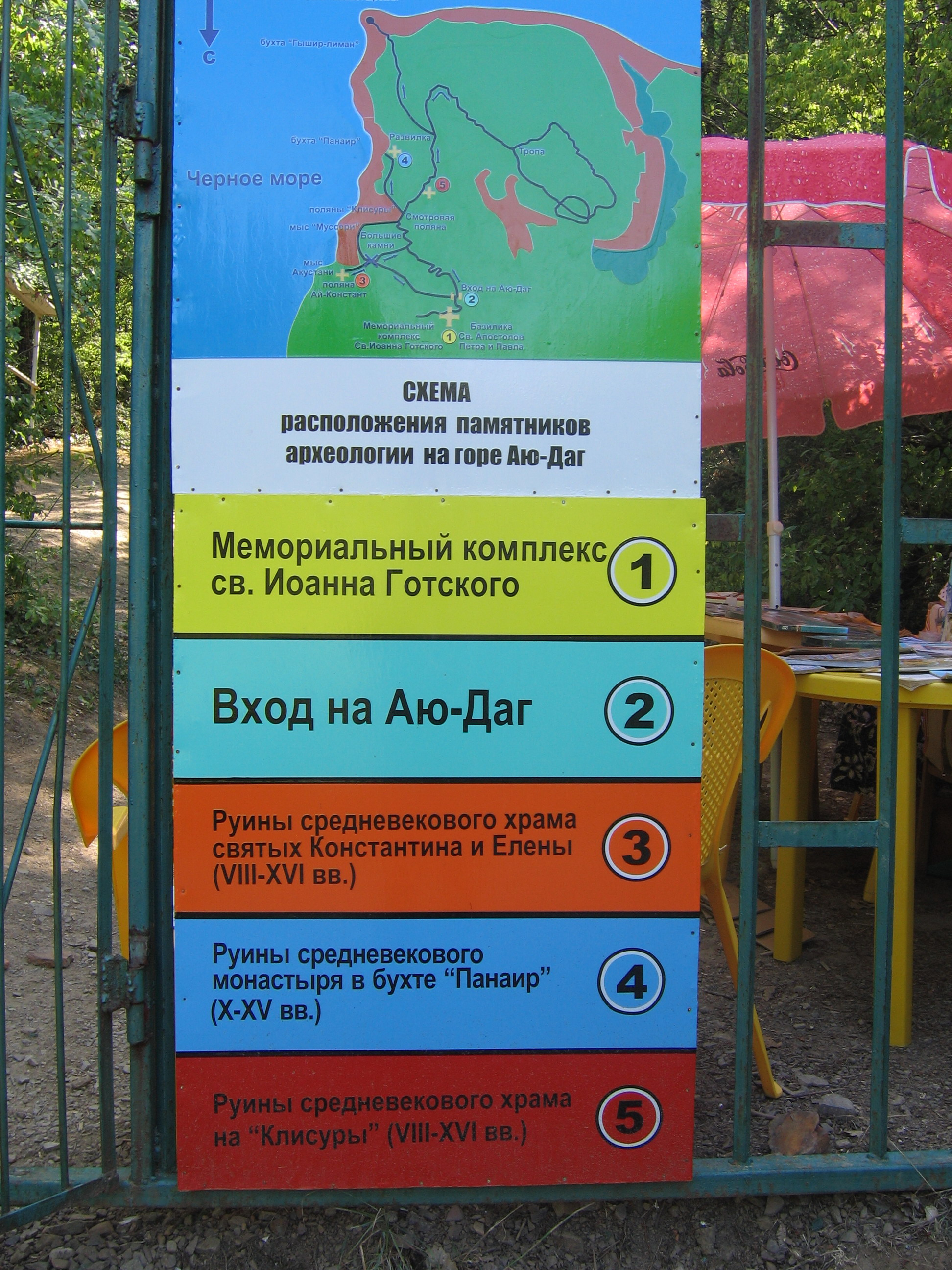
Вход на тропу  "Медведь гора" со стороны Партенита